# Herbita nedusia
Herbita nedusia là một loài bướm đêm trong họ Geometridae.